# École supérieure de théâtre d'Helsinki
L'École supérieure de théâtre d'Helsinki (finnois : Teatterikorkeakoulu, suédois : Teaterhögskolan) est une école supérieure de théâtre située dans le quartier Sörnäinen à Helsinki en Finlande,.
L'école fait partie de l'université des arts d'Helsinki et enseigne, en finnois et en suédois, les arts du spectacle vivant, dont le théâtre, la danse, la chorégraphie, l’éclairage scénique, la sonorisation.

## Locaux
Les locaux actuels de l'Académie de théâtre sont situés dans deux bâtiments du quartier de Sörnäinen à Helsinki : TeaK-Kookos (Haapaniemenkatu 6) et Teak-Vässi (Lintulahdenkatu 3).
TeaK-Kookos regroupe toutes les activités de l'Académie, à l'exception de l'éclairage et de la conception sonore qui sont chez TeaK-Vässi. 
Les installations de TeaK-Kookos ont été mises en service en 2000 et celles de TeaK-Vässi en 2007.

## Filières
| Filières              | TeK (Licence) | TeM (Master) | TanssitK (Licence) | TanssitM (Master) |
| --------------------- | ------------- | ------------ | ------------------ | ----------------- |
| Théâtre               | X             | X            |                    |                   |
| Mise en scène         | X             | X            |                    |                   |
| Dramaturgie           | X             | X            |                    |                   |
| Art vivant (LAPS)     |               | X            |                    |                   |
| Acteur en suédois     | X             | X            |                    |                   |
| Danse                 |               |              | X                  |                   |
| Danse                 |               |              |                    | X                 |
| Éclairage             |               |              |                    | X                 |
| Éclairage             | X             | X            |                    |                   |
| Prise de son          | X             | X            |                    |                   |
| Professeur de danse   |               |              |                    | X                 |
| Professeur de théâtre |               | X            |                    |                   |

## Anciens élèves
- Seidi Haarla
- E. L. Karhu
- Tommi Korpela
- Kati Outinen
- Sara Soulié
- Ville Virtanen

### Anciens de l'année
Les anciens de l'année sont : 
- 2021 : Eija Ahvo, Markku Kaikkonen, Outi Pieski
- 2020 Alpo Aaltokoski, Kimmo Pohjonen, Nora Tapper
- 2019  Elina Mustonen,  Tuula Närhinen, Kalle Ropponen
- 2018  Sue Lemström
- 2017 Malla Kuuranne
- 2016  Taisto Reimaluoto
- 2015  Ervi Sirén
- 2014  Heidi Soidinsalo
- 2013  Hanna Kirjavainen,  Miko Jaakkola
- 2012 Milja Sarkola, Pauliina Feodoroff
- 2011  Seela Sella